# Словаччина на літніх Олімпійських іграх 2004
Словаччина брала участь у Літніх Олімпійських іграх 2004 року в Афінах (Греція), і завоювала шість олімпійських медалей. 

## Медалісти

### Золото
- Павол Гохшонер, Петер Гохшонер — веслування на байдарках та каное, каное-двійка, чоловіки
- Олена Каліска — веслування на байдарках та каное, байдарка-одиночка, жінки

### Срібло
- Міхал Мартікан — веслування на байдарках та каное, каное-одиночка, чоловіки
- Йозеф Крнач — дзюдо, до 66 кг, чоловіки

### Бронза
- Йозеф Гьонц — кульова стрільба, пневматична гвинтівка, 10 м
- Юрай Бача, Міхал Рішдорфер, Ріхард Рішдорфер, Ерік Влчек — веслування на байдарках та каное, Байдарки-четвірки, 1000 м, чоловіки